# Tóth Ádám (kosárlabdázó)
Tóth Ádám  (Zalaegerszeg, 1989. augusztus 25. –) magyar válogatott kosárlabda játékos, a Zalakerámia ZTE KK centere.
ZTE-nevelés, kezdetben csak kiegészítő ember, majd idővel a ZTE meghatározó emberévé nőtte ki magát. A ZTE-vel 2010-ben magyar bajnok és magyar kupagyőztes. 2004-ben mutatkozott be az élvonalban a ZTE KK történetének legfiatalabb játékosaként (15 évesen). A Szolnoki Olaj KK-val 2018-ban magyar bajnok és kupagyőztes, 2019-ben kupagyőztes. A DEAC-nál négy esztendőt töltött, Magyar Kupa döntőig és bajnoki 4. helyig jutottak. 2023-ban hazatért Zalaegerszegre korábbi sikerei színhelyére.
2010 és 2017 között magyar válogatott volt. Jelenleg a magyar férfi kosárlabda NB1 egyik legjobb magasembereként tartják számon.

## Klubjai
- 2004–2011: Zalakerámia ZTE KK[1]
- 2011–2016: Atomerőmű SE[2]
- 2016–2019: Szolnoki Olaj KK[3]
- 2019–2023: DEAC
- 2023–0000: Zalakerámia ZTE KK

## Sikerei
- Kétszeres magyar bajnok (ZTE, 2009–2010, Szolnoki Olaj 2017-2018)
- Háromszoros magyar kupagyőztes (ZTE, 2009–2010, Szolnoki Olaj 2017-2018,2018-2019)
- Egyszeres magyar bajnoki ezüstérmes (Atomerőmű SE, 2013–2014)
- Háromszoros magyar kupa ezüstérmes (Atomerőmű SE, 2011–2012, Szolnoki Olaj 2016-2017, DEAC 2020-2021)
- Háromszoros magyar bajnoki bronzérmes (ZTE, 2008–2009, Atomerőmű SE 2012–2013 és 2014–2015)
- Kétszeres magyar kupa bronzérmes (Atomerőmű SE 2012–2013 és 2014–2015)